# Miriam Lichtheim
Miriam Lichtheim (* 3. Mai 1914 in Konstantinopel; † 27. März 2004 in Jerusalem) war eine amerikanisch-israelische Ägyptologin.

## Leben
Lichtheim wurde als Tochter des Zionisten Richard Lichtheim und der Irene Lichtheim (geb. Hafter) in Konstantinopel geboren und lebte mit ihrer Familie dann in Berlin, London und erneut in Berlin. 1932–33 studierte sie Semitistik und Ägyptologie an der Humboldt-Universität zu Berlin. Lichtheim emigrierte nach der Machtübernahme der Nationalsozialisten in Deutschland nach Palästina. Von 1933 bis 1939 studierte sie an der Hebräischen Universität Jerusalem altorientalische Sprachen mit zusätzlichen Studien in Ägyptologie und Griechisch. Sie war unter anderem Schülerin von Hans Jakob Polotsky. Seit 1941 setzte sie ihre Studien am Oriental Institute der University of Chicago fort, wo sie 1944 in Ägyptologie promoviert wurde. Dort arbeitete sie auch 1944 bis 1952 als Forschungsassistentin. 1953 erwarb sie an der School of Library Service der University of Illinois at Urbana-Champaign auf dem Gebiet der Bibliothekswissenschaft den Master of Library Science (M.L.S.).
Von 1944 bis zu ihrer Pensionierung 1974 arbeitete sie in verschiedenen Instituten als Bibliothekarin und Lecturer im Bereich der Ägyptologie, darunter: Oriental Institute (Chicago), New School for Social Research (New York), Yale University Library (1953–1956), University of California, Los Angeles (1956–1974). 1982 siedelte sie nach Israel über und begann ägyptische Literatur an der Hebräischen Universität in Jerusalem zu unterrichten, bis sie 1988 in den Ruhestand ging.
Insbesondere ihre Übersetzungen altägyptischer Texte fanden weite Verbreitung. 1973 veröffentlichte sie den ersten Band zur altägyptischen Literatur (Ancient Egyptian Literature), 1976 den zweiten und 1980 den dritten Band.

## Veröffentlichungen (Auswahl)
- mit Elizabeth Stefanski: Coptic Ostraca from Medinet Habu. University of Chicago Oriental Institute Publications 1952.
- Ancient Egypt: A survey of current historiography. The American Historical Review, 1963.
- Ancient Egyptian Literature. 3 Bände, The University of California Press, 1973–1980.
- Late Egyptian Wisdom Literature in the International Context. Orbis Biblicus Et Orientalis, 1983.
- Ancient Egyptian autobiographies chiefly of the Middle Kingdom: A study and an anthology. Orbis biblicus et orientalis, 1988.
- Maat in Egyptian Autobiographies and Related Studies. Vandenhoeck & Ruprecht, Göttingen 1992.
- Moral Values in Ancient Egypt. Vandenhoeck & Ruprecht, Göttingen 1997.
- Telling it Briefly. A Memoir of My Life. University Press, Fribourg 1999 (Autobiographie).